# Játar
Játar település Spanyolországban, Granada tartományban. Játar Arenas del Rey és Alhama de Granada községekkel határos. Lakosainak száma 612 fő (2024).

## Népesség
| Lakosok száma | 646  | 633  | 599  | 614  | 623  | 609  | 579  | 582  | 612  |
|               | 2016 | 2017 | 2018 | 2019 | 2020 | 2021 | 2022 | 2023 | 2024 |